# Лонжев
Лонже́в (фр. Longèves) — коммуна во Франции, находится в регионе Пуату — Шаранта. Департамент коммуны — Шаранта Приморская. Входит в состав кантона Маран. Округ коммуны — Ла-Рошель.
Код INSEE коммуны — 17208.

## Население
Население коммуны на 2010 год составляло 800 человек.
| 1962 | 1968 | 1975 | 1982 | 1990 | 1999 | 2010 |
| ---- | ---- | ---- | ---- | ---- | ---- | ---- |
| 342  | 321  | 371  | 416  | 417  | 515  | 800  |